# Station Frasne
Station Frasne is een spoorwegstation in de Franse gemeente Frasne. Het station ligt aan de spoorlijn Dijon - Vallorbe en de spoorlijn Frasne - Verrières-de-Joux.